# Ministerstwo Spraw Wewnętrznych Federacji Rosyjskiej
Ministerstwo Spraw Wewnętrznych Federacji Rosyjskiej (ros. Министерство внутренних дел Российской Федерации, Ministierstwo wnutriennych dieł Rossijskoj Fiedieracii) – federalny organ władzy wykonawczej w Federacji Rosyjskiej odpowiedzialny za realizację polityki rządu i wdrażanie przepisów prawnych w obrębie spraw wewnętrznych, a także realizację polityki rządu dotyczącą emigracji. 
Ministrem od 2012 roku jest Władimir Kołokolcew.